# Basiliek Sint-Clemens
De Basiliek van Sint-Clemens (Duits: Basilika St. Clemens) is de belangrijkste rooms-katholieke kerk van Hannover. De in Venetiaanse barokstijl gebouwde kerk was de eerste rooms-katholieke kerk in Hannover na de reformatie en werd tijdens de Tweede Wereldoorlog herhaaldelijk bij zware bombardementen op de stad getroffen. Op 1 september 2010 werd de Clemensparochie samen met enkele andere parochies samengevoegd tot de Sint-Hendrikparochie. De Sint-Clemenskerk is het centrum van het regionale decanaat van het bisdom Hildesheim. Het is Duitslands enige kerk met een zuiver Italiaans karakter. 

## Geschiedenis
Na de reformatie bleef het onrustig tussen de aanhangers van de nieuwe leer en de oude leer. Toen het katholieke stadsbestuur op 14 september 1533 de wijk nam naar het naburige katholieke Hildesheim was het gedaan met het katholieke leven in Hannover. Het katholieke leven stierf in Hannover uit, vooral nadat de gemeenteraad in 1588 de katholieken het recht tot wonen in de oude stad ontzegde.
Toen in 1665 hertog Johan Frederik de macht overnam veranderde de positie van de katholieken. De hertog was vier jaar eerder tijdens een bezoek aan Assisi overgegaan tot de katholieke leer en had aan zijn hof vooral Fransen en Italianen in dienst, die een kleine katholieke gemeenschap in Hannover vormden. Met kerst 1665 werd er voor het eerst sinds de reformatie weer een katholieke mis opgedragen. Op 28 december 1679 stierf de katholieke hertog, die werd opgevolgd door zijn jongere broer Ernst August. Weliswaar liet hij de Slotkerk voor de katholieke eredienst sluiten, maar de nieuwe hertog beloofde vrije geloofsuitoefening en stond bovendien de bouw van een nieuwe katholieke kerk toe.     
De bouw van een nieuwe kerk werd herhaaldelijk uitgesteld. Uiteindelijk werd de Italiaan Tomasso Giusti belast met de bouw en ontwerp. Hij ontwierp een bouwwerk met een koepel geflankeerd door twee torens. Wegens geldgebrek werden de koepel en de beide torens niet voltooid. Omdat de toenmalige paus Clemens XI zich voor de bouw van de nieuwe kerk bijzonder verdienstelijk had gemaakt door o.a. geld in te zamelen, werd de kerk gewijd aan diens patroonheilige Clemens van Rome.

## Verwoesting en herbouw
De Clemenskerk werd in de nacht van 8 op 9 oktober 1943 bij de zwaarste luchtaanvallen op Hannover door bommen verwoest. Op 25 maart 1945 werd de kerk opnieuw door bommen getroffen. Na het einde van de Tweede Wereldoorlog vond een circa 1,7 miljoen Mark kostende herbouw plaats. Dit keer werd de kerk naar het oorspronkelijke ontwerp van de architect ook van de koepel voorzien. Het voorbereidende werk begon reeds in 1946 en op 23 november 1949 werd de hoogste top bereikt. De wijding vond op 24 november 1957 plaats door de toenmalige nuntius Aloisius Joseph Muench. 
Op 12 maart 1998 verhief paus Johannes Paulus II de kerk met het apostolisch schrijven inter sacres tot basilica minor.

## Interieur
Het interieur van de kerk is overeenkomstig het ideaal van eenvoud uit de jaren 1950. Opvallend zijn een aantal levensgrote apostelbeelden uit deze periode. Het bronzen portaal werd door Heinrich Gerhard Bücker ontworpen.
Onder de bovenkerk bevindt zich een crypte, die oorspronkelijk als grafkelder voor verdienstelijke parochianen diende. Ook de architect van de kerk, Tommaso Giusti, werd er bijgezet. Tegenwoordig worden in de crypte missen in klein verband gevierd.
Het orgel van de kerk werd in 1973 door de orgelbouwer Johannes Klais uit Bonn gebouwd. Het instrument heeft 32 registers verdeeld over twee manualen en pedaal. De speeltracturen zijn mechanisch, de registertracturen elektrisch.
De noordelijke toren bezit een viertal klokken met de slagtonenvolgorde dis1–fis1–gis1–ais1. De beide grotere klokken komen oorspronkelijk uit Duitslands voormalige Oostgebieden, de beide andere klokken werden gegoten door de klokkengieterij Petit & Gebr. Edelbrock (Gescher).